# 海峽號列車
海峽（日语： Kaikyō */?）號列車是由東日本旅客鐵道（JR東日本）、北海道旅客鐵道（JR北海道）運行於青森站至函館站之間的快速列車。列車途經整段津輕海峽線。

## 概要
在1988年（昭和63年）3月13日，隨著海峽線（津輕海峽線）啟用，開設了快速「海峽」，以取代青函連絡船，成為跨越津輕海峽的區域列車服務。
在1995年（平成7年）起班次開始減少，在津輕海峽線啟用當初的「青函隧道熱潮」於數年後減退，客量有每年減少的傾向。在2002年（平成14年）12月1日，東北新幹線延伸至八戸，列車服務進行重組，特急「白鳥」和「超級白鳥」取代了快速「海峽」。與特急「初雁」和「超級初雁」（行走於盛岡站至青森站、函館站之間）和寢台特急「白鶴」（上野站至青森站之間）一同被廢除。隨著快速「海峽」廢除，JR再沒有使用客車行走定期普通列車。

## 運行概況
截至廢除當日，每日設有7往返班次，當中1個往返班次（下行13號，上行10號）是毎日行走的季節列車，1個往返班次（下行1號，上行14號）是繁忙時期行走的臨時列車。
與青函連絡船同樣，快速「海峽」的時間表可方便地接駁特急「初雁」、「超級初雁」（盛岡站至青森站、函館站之間）和特急「北斗」、「超級北斗」（函館站至札幌站之間）。部分班次可轉乘寢台特急「白鶴」（上野站至青森站之間）。

### 停車站
青森站 - （油川站） - （奧內站） - 蟹田站 - （津輕今別站） - 〔龍飛海底站〕 - 〔吉岡海底站〕 - （知內站） - 木古內站 - （上磯站） - 五稜郭站 - 函館站
- 部分列車停靠（ ）車站。只有上行1班停靠油川站，這是為了青森縣立青森北高等學校（日语：青森県立青森北高等学校）學生上學。
- 只有海底站參觀活動指定列車停靠〔 〕車站（這些車站只可讓持有海底站參觀整理票「Zone 539車票」的乘客上落車）。
- 在多客時期，部分列車通過五稜郭站。

### 使用車輛
快速「海峽」只使用專用車輛行走，這些車輛是JR北海道函館運輸所（現時：函館運輸所）所屬的50系、51系客車（5000番台），這些列車設有空調設施，車窗都是梗窗。基本上4卡編成行走，所有車廂都是普通車廂自由席。在多客時期，最多可連結12卡車廂。
另外，2個往返班次（下行3、9號，上行6、12號）會使用於急行「玫瑰」（青森站至札幌站之間）行走，JR北海道札幌運輸所所屬的14系客車（500番台），基本上5卡編成。在多客時期，該編成會額外車廂都是來自函館運転所的14系客車。此外，在夏天的「MOTO Train」時期等繁忙期期，急行「八甲田」（上野站至青森站之間）的編成（JR東日本尾久客車區〈現在為尾久車輛中心〉所屬）會行走「海峽」83、84號。在「青函隧道熱潮」其間，時常發生車輛不足的情況，因此JR東日本的12系客車也會在「海峽」定期班次使用。

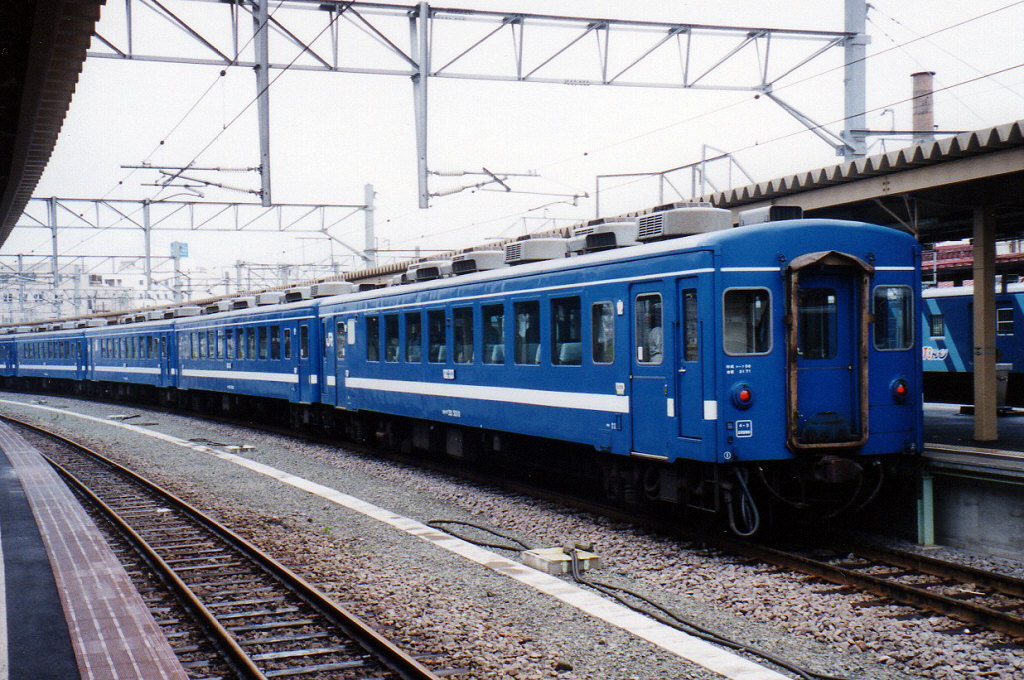
專用車輛（50系客車）
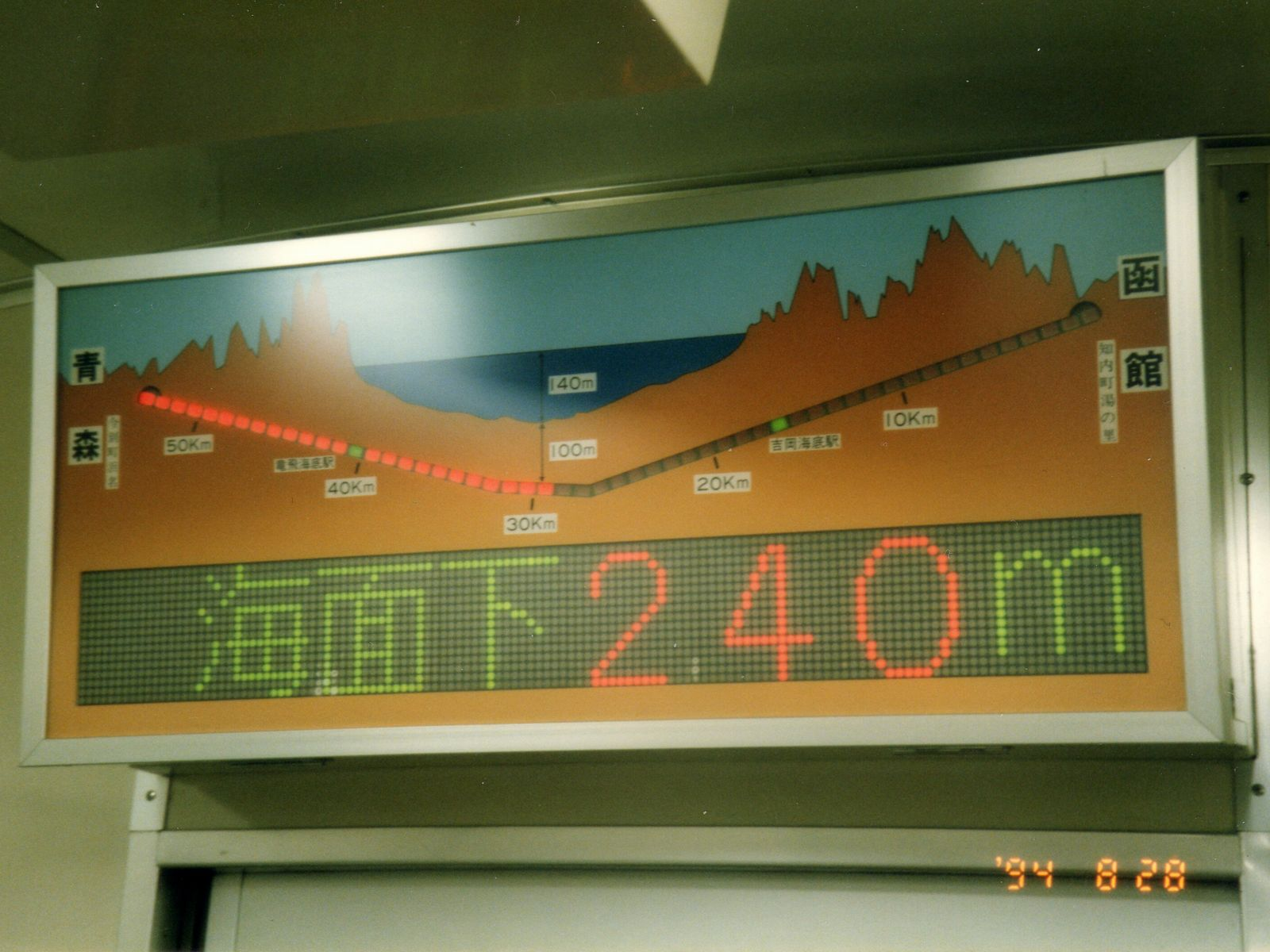
專用車輛內的車內顯示器
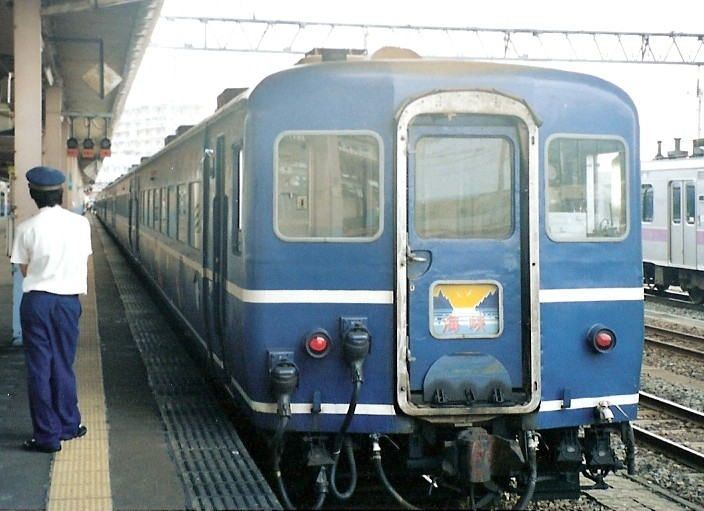
14系客車
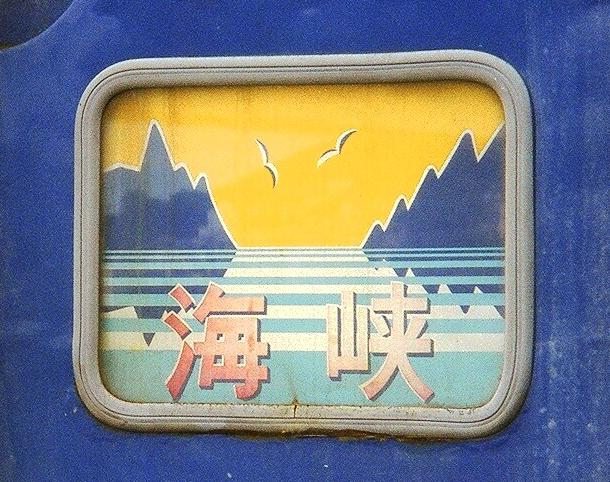
14系客車尾牌

## 哆啦A夢海底列車

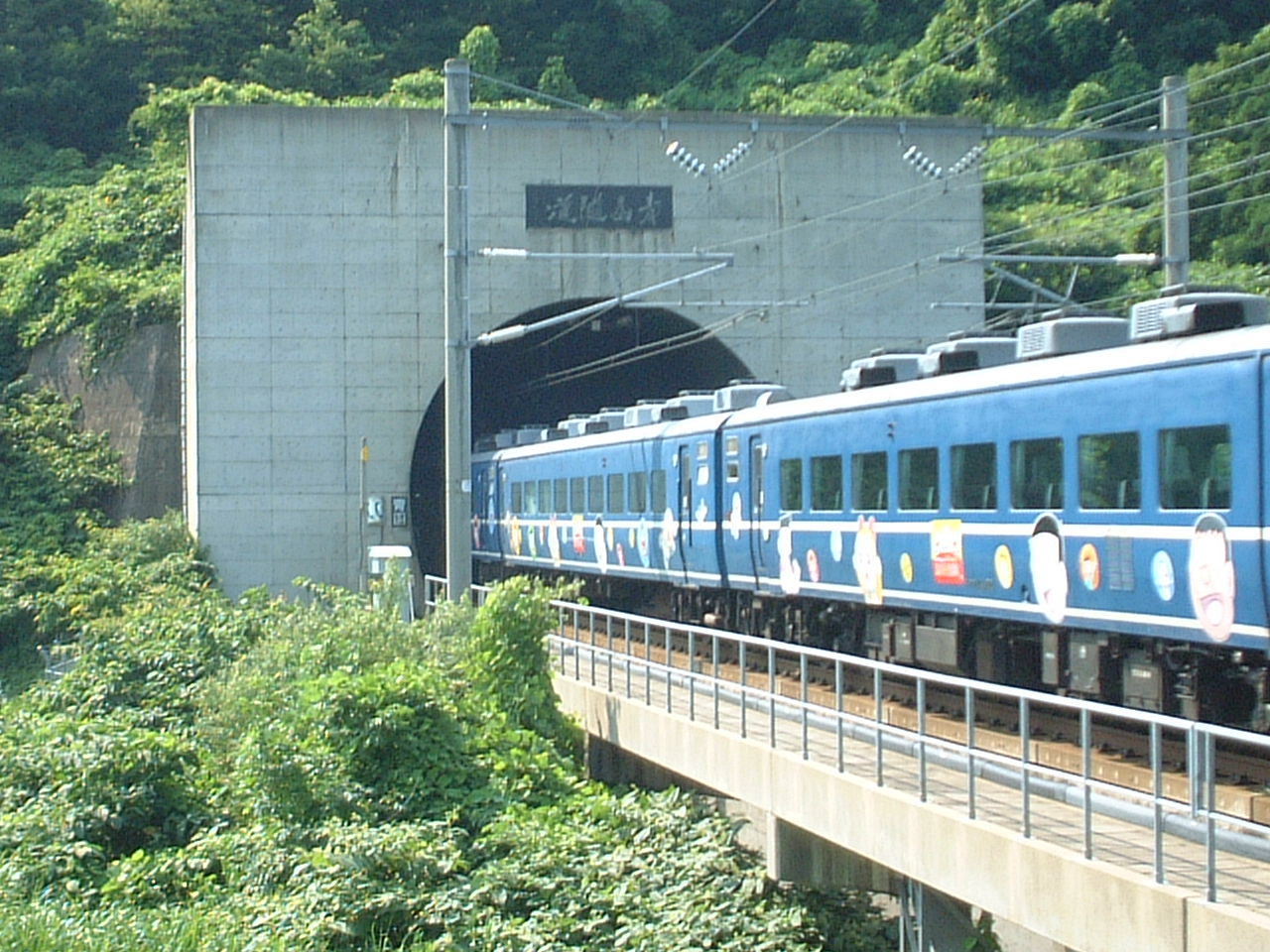
「哆啦A夢海底列車」款式的快速「海峽」（14系客車）。車身貼上了哆啦A夢的卡通人物

在1998年（平成10年）3月1日起，與藤子·F·不二雄的漫畫、動畫《[哆啦A夢》進行商業搭配。在活動期間於吉岡海底站變成了「哆啦A夢海底世界」，展出在相關展品。停靠該站的快速「海峽」也是「哆啦A夢海底列車」。
「哆啦A夢海底列車」的客車內外部被貼上了卡通人物。在2000年（平成12年）起，牽引快速「海峽」的ED79形電力機車也貼上了卡通人物（貼紙每年度均相異）。「哆啦A夢海底列車」使用50系行走，在4個往返班次（下行5、7、11、13號，上行2、4、8、10號）中。其中一個車廂是「哆啦A夢車廂」，設有商店和自由空間，也會播放《哆啦A夢》相關影片。此外，車內播放會由多啦A夢和大雄的聲優進行廣播（分別為大山羨代和小原乃梨子）。
快速「海峽」於2002年（平成14年）12月1日廢除，取代「海峽」的特急「白鳥」、「超級白鳥」繼續停靠吉岡海底站。在2003年（平成15年）7月19日起，781系電動列車（6卡編成）被改造為臨時特急「多啦A夢海底列車」。與哆啦A夢相關活動一直持續至2006年（平成18年）8月27日。

## 歷史
- 1987年（昭和62年）11月：為在津輕海峽線行走的寢台特急、急行和快速列車愛稱命名而公開招募。收到23,662個名字（快速有6,074個名字）。最後決定使用以下名字，寢台特急「北斗星」、急行「玫瑰」、快速「海峽」[報道 1]。
- 1988年（昭和63年）3月13日：海峽線啟用[1]。快速「海峽」開始營運，行走於青森站至函館站之間，以取自青函連絡船的區域運輸服務。當時使用客車行走。
- 1989年（平成元年）3月11日：所有列車以7卡編成[4]。
- 1990年（平成2年）7月1日：隨著知內站啟用[1][5]，部分列車開始停靠該站。
- 1991年（平成3年）11月1日：所有列車改以6卡編成[4]。
- 1992年（平成4年）：所有列車改以5卡編成[4]。
- 1994年（平成6年）
  - 3月1日：以50系客車行走的列車基本上以4卡編成[4]。
  - 12月3日：「海峽」1個往返班次變成季節列車。
- 1997年（平成9年）
  - 3月22日：實施時間表修正。「海峽」的1個往返班次（舊13、4號）升格至「初雁」。變成定期6個往返班次，季節1個往返班次。另外，列車行走最高速度由95km/h提升至110km/h。
  - 4月26日：為了保留客量，部分50系客車「海峽」列車設置卡啦OK包廂[6]（在末期不再連結相關車廂）。
  - 10月1日：所有列車停靠五稜郭站。
    - 自此，「海峽」成為青函之間的聯絡列車。
- 1998年（平成10年）3月1日：為了紀念津輕海峽線啟用10周年，與動畫《[哆啦A夢》進行商業搭配。開設快速「海峽」之「哆啦A夢海底列車」。在以後至2002年前毎年繼續進行。每年在客車的車身和車內均貼上不同的卡通人物。在2000年（平成12年）起，牽引客車的機車也貼上卡通人物。此外，這些列車會連結50系「多啦A夢車廂」，該車廂設有商店和自由空間。
- 2000年（平成12年）3月11日：1個往返班次降級至每日行走的季節列車。變成定期5個往返班次，季節2個往返班次。
- 2002年（平成14年）
  - 11月30日：快速「海峽」最後營運日。在函館站，最後一班離開的上行「海峽12號」出發，與下行「海峽13號」到達時進行了「告別儀式」。「海峽」的頭徽由列車司機、車長歸還給函館站長[報道 1]。
  - 12月1日：隨著東北新幹線延長至八戶，開設了特急「白鳥」、「超級白鳥」，同日廢除「海峽」[7][報道 2]
- 2015年（平成27年）7月4日：為了「青森縣、函館觀光活動」和紀念快速「海峽」，開設了臨時快速「復活海峽號」（團體臨時列車（日语：団体臨時列車）），當日只有1個往返班次。在快速「海峽」廢除13年後再次復活。車輛方面使用ED79形電力機車和14系客車[報道 6][報道 7]。

## 注腳

### 發佈資料
1. 1 2 3 4   (PDF) (新闻稿). 北海道旅客鐵道. 2002-11-27  [2014-09-12]. （原始内容 (PDF)存档于2014年9月12日） （日语）.
2. 1 2   (新闻稿). 北海道旅客鐵道. 2002-09-20  [2002-10-10]. （原始内容存档于2002年10月10日） （日语）.
3. ↑   (新闻稿). 北海道旅客鐵道. 2002-09-20  [2014-09-12]. （原始内容存档于2002年10月2日） （日语）.
4. ↑   (PDF) (新闻稿). 北海道旅客鐵道. 2003-05-16  [2014-09-12]. （原始内容 (PDF)存档于2003年9月17日） （日语）.
5. ↑   (PDF) (新闻稿). 北海道旅客鐵道. 2006-06-14  [2014-06-18]. （原始内容 (PDF)存档于2006年7月6日） （日语）.
6. ↑   (PDF) (新闻稿). 北海道旅客鐵道. 2015-06-08  [2015-06-08]. （原始内容 (PDF)存档于2015年6月8日） （日语）.
7. ↑   (PDF) (新闻稿). 東日本旅客鐵道盛岡分社（日语：東日本旅客鉄道盛岡支社）. 2015-06-08  [2015-06-08]. （原始内容 (PDF)存档于2015年6月8日） （日语）.

### 書籍
- 田中和夫（日语：田中和夫 (作家)）（監修）. . 上卷 國鐵、JR線. 北海道新聞社（編集）. 2002-07-15: 160–165頁・311–319頁. ISBN 978-4-89453-220-5. ISBN 4-89453-220-4 （日语）.

### 雜誌
- 北条敦. . 鐵道雜誌（日语：鉄道ジャーナル） (鐵道雜誌社). 2003-01-01, 37 (第1號（通卷435號）): 82–87 （日语）.
- 外山勝彥. . RAIL FAN (鐵道友之會). 2003-02-01, 50 (2): 20 （日语）.